# Wake of the Flood
Wake of the Flood es el sexto álbum de estudio de la banda de rock estadounidense Grateful Dead. Fue grabado entre agosto y septiembre de 1973, y lanzado al mercado el 15 de octubre de 1973. Fue el primer álbum de la banda sin contar con el músico Ron "Pigpen" McKernan, quien había fallecido recientemente. En su reemplazo fue contratado Keith Godchaux, que con su estilo influenciado por el jazz, le añadió nuevos matices al sonido de la banda. La esposa de Godchaux, Donna, también hace una aparición en el disco como vocalista y corista.

## Lista de canciones
Todas fueron escritas por Jerry Garcia y Robert Hunter excepto donde se indica.

### Lado Uno
1. "Mississippi Half-Step Uptown Toodeloo" – 5:45
2. "Let Me Sing Your Blues Away" (Keith Godchaux, Hunter) – 3:17
3. "Row Jimmy" – 7:14
4. "Stella Blue" – 6:26

### Lado Dos
1. "Here Comes Sunshine" – 4:40
2. "Eyes of the World" – 5:19
3. "Weather Report Suite" – 12:53

- "Prelude" (Bob Weir)
- "Part I" (Eric Andersen y Weir)
- "Part II (Let It Grow)"  (John Perry Barlow y Weir)

## Personal
- Jerry Garcia – voz, guitarra
- Donna Jean Godchaux – voz, coros
- Keith Godchaux – teclados
- Phil Lesh – bajo
- Bill Kreutzmann – batería
- Bob Weir – guitarra, voz

## Posicionamiento
Billboard
| Año  | Lista      | Posición |
| ---- | ---------- | -------- |
| 1973 | Pop Albums | 18       |